# Synapsis simplex
Synapsis simplex är en skalbaggsart som beskrevs av Sharp 1875. Synapsis simplex ingår i släktet Synapsis och familjen bladhorningar. Inga underarter finns listade i Catalogue of Life.